# Rodrigo Manubens
Rodrigo Manubens Moltedo (Viña del Mar, 23 de septiembre de 1958) es un ingeniero y empresario chileno.

## Biografía
Nació del matrimonio formado por Rodrigo Manubens Smith, médico cirujano (y más tarde agricultor) proveniente de una familia catalana de Manresa avecindada por varias generaciones en Chile, y su esposa, Elena Moltedo Macchiavello, una descendiente de italianos originarios de la localidad de Rapallo, en Liguria.
Estudió en The Mackay School de su ciudad natal y en la Escuela de Negocios de Valparaíso, en ese momento facultad de la Universidad Federico Santa Maria (desde 1988 llamada Universidad Adolfo Ibáñez), donde se tituló como ingeniero comercial.
Obtuvo el premio Federico Santa María, máxima distinción otorgada por esa Universidad.
En 1981 laboró como gerente general de la Asociación de AFP de su país. Luego pasó en calidad de asesor a la Superintendencia de Bancos e Instituciones Financieras (Sbif), justo en medio de una severa crisis del sistema financiero local. En ese contexto tuvo una importante participación en 1983 en el equipo interventor del Banco de Chile.
En 1985 alcanzó un máster en administración de empresas y finanzas en la Escuela de Economía y Ciencia Política de Londres del Reino Unido. En esta entidad conocería al empresario Andrónico Luksic Craig, de quien se convertiría en estrecho colaborador.
En 1986 fue nombrado por este como director del Banco O'Higgins, dando inicio así a un extenso vínculo con la familia. En sus manos estuvo la responsabilidad de colocar en Wall Street los ADR de la entidad en 1994, los de Banco Santiago en 1997 y los de Banco de Chile en 2002, entre otras operaciones. Ha sido Presidente de los Bancos Tornquist de Argentina, Del Sur del Perú, Centrohispano del Uruguay y Asunción de Paraguay.
Dentro de su trayectoria profesional se lo ha conocido su papel de negociador de importantes acuerdos de negocios, como asimismo el rol como "solucionador" de problemas complejos. En este último punto destacan sus gestiones como Director de Banco de Chile frente a autoridades norteamericanas a raíz de los problemas de ese banco por haber mantenido cuentas de Augusto Pinochet.
Estuvo también diez años en el directorio de Endesa, firma que presidió entre 1990 y 1992, cuando la eléctrica era la mayor sociedad anónima del país y estaba participada por el grupo Luksic. Durante su presidencia se efectuó una reestructuración y modernización mayor de la compañía, la cual acababa de pasar al sector privado.
Adicionalmente ha tenido una relevante participación en el mercado de los seguros de Chile como organizador y Presidente Ejecutivo de Banchile Seguros de Vida y como socio fundador de Orión Seguros Generales.
Desde 2011 es director y accionista de Aguas Andinas, empresa de agua potable y tratamiento de aguas residuales del área metropolitana de Santiago de Chile. Además es director de la Bolsa de Comercio de Santiago (Santiago Stock Exchange).
Dentro del ámbito gremial, ha sido Presidente de la Asociación Chilena de Empresas de Leasing y director de la Asociación de Bancos de Chile.
Su vida privada es dedicada a la familia y a sus aficiones: la lectura, el deporte (esquí, buceo y golf) y pianista amateur. Casado con Karen Saphores, con quien tiene dos hijos (Rodrigo y Juan), también estudió en Harvard Business School.